# Pulag
Pulag je vyhaslá sopka v pohoří Cordillera Central (Filipíny). S nadmořskou výškou 2926 m je nejvyšší horou ostrova Luzon a třetí nejvyšší horou celých Filipín. Hora je populární turistickou atrakcí, z vrcholu je možno pozorovat „moře mraků“. Výstup je doporučován v období od listopadu do června. Domorodí Igoroti ukládali v místních jeskyních mumifikované pozůstatky svých zemřelých.
Oblast okolo hory byla v roce 1987 vyhlášena národním parkem o rozloze 11 550 hektarů. Žije zde sambar luzonský, velemyš černoocasá, krysa veverčí a další ohrožené druhy. Svahy jsou porostlé borovicí Pinus kesiya. Dešťové srážky činí v průměru 4489 mm, sníh se zde nevyskytl od 19. století.
V lednu 2018 byla hora postižena rozsáhlým lesním požárem.